# 飾帶項喉盤魚
飾帶項喉盤魚（學名：Derilissus vittiger），又稱梳頸滑喉盤魚為輻鰭魚綱喉盤魚目喉盤魚科的其中一種，分布於中西大西洋的委內瑞拉海域，棲息深度可達68公尺，本魚體細長，前部僅略凹陷，頭窄，吻短，側有稜角，口向前張開，眼小，前鼻孔為細長管狀，無鼻瓣，後鼻孔略呈管狀，上唇前寬，兩側窄，兩顎前方有2排牙齒，胸鰭鰭條26-27枚、背鰭軟條7枚、臀鰭軟條7枚，腹鰭喉位，與周圍的皮褶特化成一吸盤，體猩紅色，側面有鏈狀淺色小斑點，5條深紅色線從眼睛向外輻射，虹膜白色，除胸鰭外，其餘背鰭均為紅色，體長可達1.9公分，屬底棲性魚類，棲息在褐藻生長的礁石區，生活習性不明。

## 擴展閱讀
維基物種上的相關：飾帶項喉盤魚